# Home Nations Championship 1906
Die Ausgabe 1906 des Turniers Home Nations Championship in der Sportart Rugby Union (das spätere Five Nations bzw. Six Nations) fand vom 13. Januar bis zum 17. März statt. Turniersieger wurden gemeinsam Wales und Irland (die Punktedifferenz spielte beim damaligen Turniermodus keine Rolle).
Obwohl bis 1910 nicht offiziell Teil des Turniers, wurde ein Spiel zwischen England und Frankreich vereinbart, das während des Turniers stattfand. Es handelte sich um die erste Begegnung zwischen beiden Mannschaften.

## Teilnehmer
| Land       | Stadion                                | Stadt                | Kapitän              |
| ---------- | -------------------------------------- | -------------------- | -------------------- |
| England    | Athletic Ground / Welford Road Stadium | Richmond / Leicester | Vincent Cartwright   |
| Irland     | Lansdowne Road / Balmoral Showgrounds  | Dublin / Belfast     | Charles Elliot Allen |
| Schottland | Inverleith                             | Edinburgh            | Leonard West         |
| Wales      | Cardiff Arms Park                      | Cardiff              | Gwyn Nicholls        |

## Tabelle
|    | Land       | Spiele | Siege | Unent. | Ndlg. | Spiel- punkte | Diff. | Tabellen- punkte |
| -- | ---------- | ------ | ----- | ------ | ----- | ------------- | ----- | ---------------- |
| 1. | Wales      | 3      | 2     | 0      | 1     | 31:17         | + 14  | 4                |
| 1. | Irland     | 3      | 2     | 0      | 1     | 33:25         | + 8   | 4                |
| 3. | Schottland | 3      | 1     | 0      | 2     | 19:24         | − 5   | 2                |
| 3. | England    | 3      | 1     | 0      | 2     | 18:35         | − 17  | 2                |

## Ergebnisse
| 13. Januar 1906 | England          | 3 : 16         | Wales                                                              | Athletic Ground, Richmond Schiedsrichter: A. Jardine (Schottland) |
| 13. Januar 1906 | Versuche: Hudson | (3:13) Bericht | Versuche: Hodges Maddock Morgan Pritchard Erhöhungen: Winfield (2) | Athletic Ground, Richmond Schiedsrichter: A. Jardine (Schottland) |

| 3. Februar 1906 | Wales                              | 9 : 3         | Schottland           | Cardiff Arms Park, Cardiff Schiedsrichter: J. W. Allen (Irland) |
| 3. Februar 1906 | Versuche: Hodges Maddock Pritchard | (6:0) Bericht | Straftritte: MacLeod | Cardiff Arms Park, Cardiff Schiedsrichter: J. W. Allen (Irland) |

| 10. Februar 1906 | England              | 6 : 16        | Irland                                                            | Welford Road Stadium, Leicester Zuschauer: 10.000 Schiedsrichter: A. Llewellyn (Wales) |
| 10. Februar 1906 | Versuche: Jago Mills | (0:8) Bericht | Versuche: MacLear Purdon Tedford (2) Erhöhungen: Gardiner MacLear | Welford Road Stadium, Leicester Zuschauer: 10.000 Schiedsrichter: A. Llewellyn (Wales) |

| 24. Februar 1906 | Irland               | 6 : 13         | Schottland                                                                     | Lansdowne Road, Dublin Schiedsrichter: Vincent Cartwright (England) |
| 24. Februar 1906 | Versuche: Parke Robb | (0:10) Bericht | Versuche: Bedell-Sivright Munro Erhöhungen: MacCallum (2) Straftritte: MacLeod | Lansdowne Road, Dublin Schiedsrichter: Vincent Cartwright (England) |

| 10. März 1906 | Irland                                                | 11 : 6        | Wales                 | Balmoral Showgrounds, Belfast Schiedsrichter: John Simpson (Schottland) |
| 10. März 1906 | Versuche: MacLear Thrift Wallace Erhöhungen: Gardiner | (8:3) Bericht | Versuche: Gabe Morgan | Balmoral Showgrounds, Belfast Schiedsrichter: John Simpson (Schottland) |

| 17. März 1906 | Schottland       | 3 : 9         | England                         | Inverleith, Edinburgh Schiedsrichter: J. W. Allen (Irland) |
| 17. März 1906 | Versuche: Purves | (3:3) Bericht | Versuche: Mills Raphael Simpson | Inverleith, Edinburgh Schiedsrichter: J. W. Allen (Irland) |

## Zusatzspiel gegen Frankreich
| 22. März 1906 | Frankreich                                 | 8 : 35         | England                                                                           | Parc des Princes, Paris Zuschauer: 3.000 Schiedsrichter: Louis Dedet (Frankreich) |
| 22. März 1906 | Versuche: Lesieur Muhr Erhöhungen: Branlat | (0:22) Bericht | Versuche: Hogarth Hudson (4) Kewney Mills Peters Stoop Erhöhungen: Cartwright (4) | Parc des Princes, Paris Zuschauer: 3.000 Schiedsrichter: Louis Dedet (Frankreich) |